# Jean-Jacques Amelot de Chaillou
Jean-Jacques Amelot de Chaillou, markýz de Combronde (Jean-Jacques Amelot de Chaillou, marquis de Combronde, baron de Châtillon-sur-Indre, seigneur de Chaillou) (30. dubna 1689 – 7. května 1749, Paříž) byl francouzský šlechtic, politik a diplomat z doby vlády Ludvíka XV. Od mládí působil v řadě funkcí ve státní správě, nakonec byl v letech 1737–1744 ministrem zahraničí.

## Život

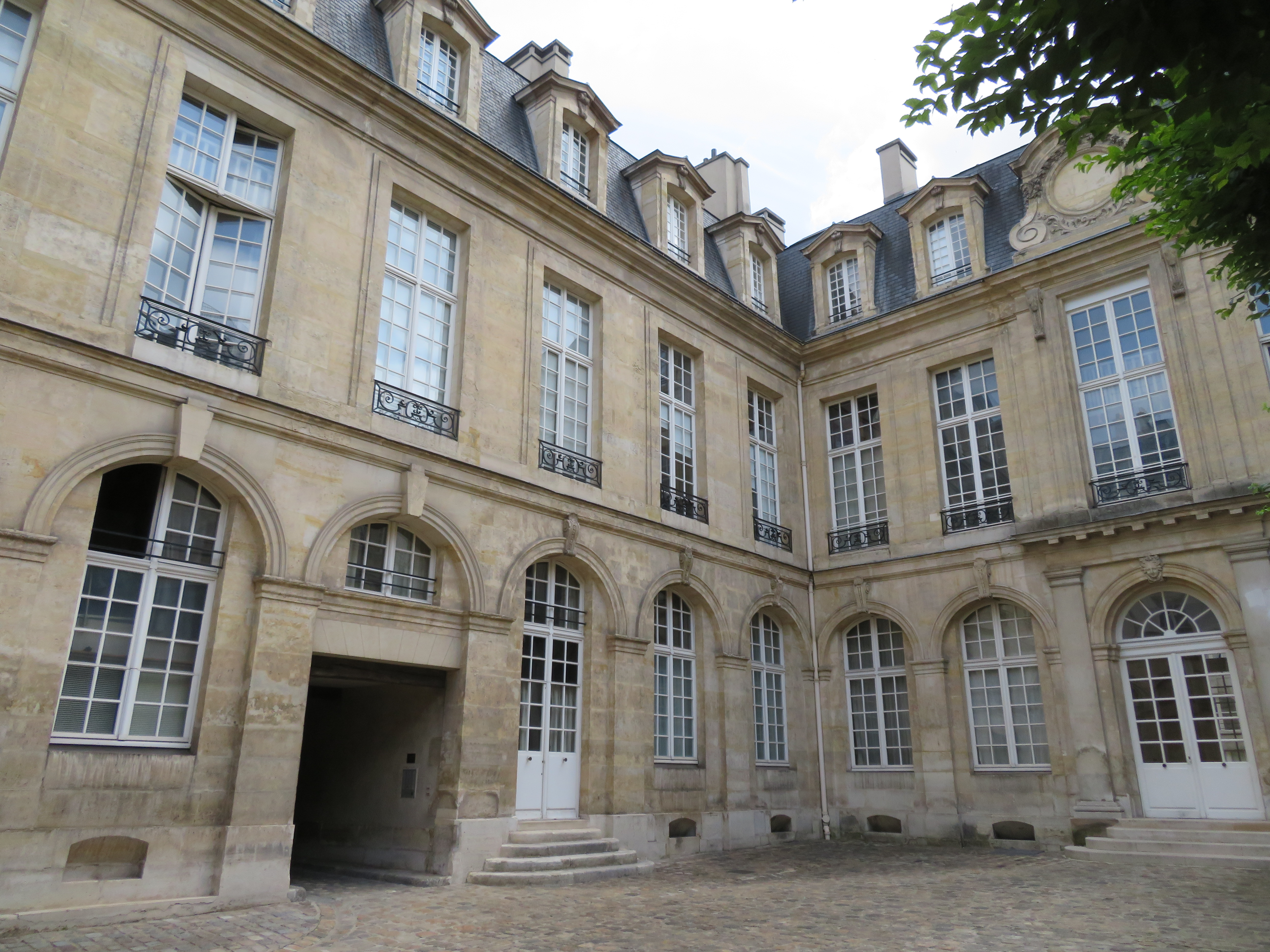
Palác Hôtel Amelot de Chaillou, sídlo rodiny v Paříži

Pocházel z úřednické rodiny, která se během 17. století vypracovala do postavení tzv. talárové šlechty (noblesse de robe). Byl synem Denise Jeana Amelota de Chaillou (1666–1746), který byl mimo jiné vyslancem v Anglii. Jean-Jacques od mládí zastával různé funkce ve státní správě, v letech 1720-1726 byl intendantem v La Rochelle, intendantem námořnictva v Rochefortu a v roce 1726 krátce intendantem financí. V několika úřadech se dostal do blízkosti královského dvora a v roce 1737 byl díky přízni prvního ministra kardinála de Fleuryho jmenován generálním intendantem pošt, vzápětí byl povolán do funkce ministra zahraničí, kterou zastával do roku 1744. Koncem 30. let a poté v první fázi války o rakouské dědictví vedl důležitá diplomatická jednání, po smrti svého patrona kardinála Fleuryho byl ale odvolán. V roce 1727 byl zvolen členem Francouzské akademie, od roku 1741 byl též čestným členem Akademie věd (v letech 1744 a 1749 byl jejím prezidentem). Byl také nositelem Řádu sv. Ducha a Řádu sv. Michala.
V roce 1716 se oženil s Anne Marie Bombarde de Beaulieu (1697–1719), dcerou italského divadelního manažera Gia Bombardy. Z tohoto manželství pocházela dcera Anne (1719–1764), která se provdala do rodiny bývalého ministra zahraničí hraběte de Morville. Podruhé se oženil s Anne de Vougny (1716–1783). Syn z druhého manželství Antoine Jean Amelot de Chaillou (1732–1795) působil též ve státních službách a v letech 1776–1783 zastával funkci ministra královského domu a za francouzské revoluce.
V Paříži byl majetkem rodiny palác Hôtel Amelot de Chaillou, dnes známý pod názvem Hôtel de Tallard.